# کول‌تپه آلپاوت
کول تپه آلپاوت مربوط به هزاره اول قبل از میلاد - سده‌های اولیه دوران‌های تاریخی پس از اسلام است و در شهرستان اهر، بخش مرکزی، دهستان قشلاق، روستای آلپاوت واقع شده و این اثر در تاریخ ۱۵ دی ۱۳۸۷ با شمارهٔ ثبت ۲۳۹۴۷ به‌عنوان یکی از آثار ملی ایران به ثبت رسیده است.